# چوبک‌سانان
چوبک‌سانان (نام علمی: Phasmatodea) نام یک راسته از فرورده نوبالان است.